# Vanbreda Risk & Benefits
Vanbreda Risk & Benefits is een Belgische verzekeringsmakelaar en -adviseur die zich richt op de bedrijfswereld. Het bedrijf is actief op de Benelux-verzekeringsmarkt. De hoofdzetel is gevestigd in Antwerpen. Daarnaast heeft het bedrijf in België ook kantoren in Beveren, Brussel, Geel, Hasselt, Kortemark, Leuven, Mechelen, Merelbeke, Poperinge, Roeselare en Rijkevorsel. In Nederland heeft Vanbreda kantoren in Eindhoven, Gouda en Rotterdam. Vanbreda is ook aanwezig in Luxemburg.
Vanbreda Risk & Benefits heeft meer dan 700 werknemers en haalde in 2022 een omzetcijfer van 150,7 miljoen euro. Vanbreda Risk & Benefits maakt deel uit van Lockton Global, een internationaal netwerk van verzekeringsmakelaars.

## Geschiedenis
Vanbreda Risk & Benefits is ontstaan in 1937.
De broers Jos en Maurice Van Breda, eigenaars van de in 1930 gestichte Bank J. Van Breda en C°, richtten in dat jaar het "Verzekeringskantoor J. Van Breda & C°" op.
Na de Tweede Wereldoorlog verhuisde het bedrijf van Lier naar Antwerpen: eerst naar de Frankrijklei en in 1968 naar een nieuw kantoorgebouw op de Plantin en Moretuslei.

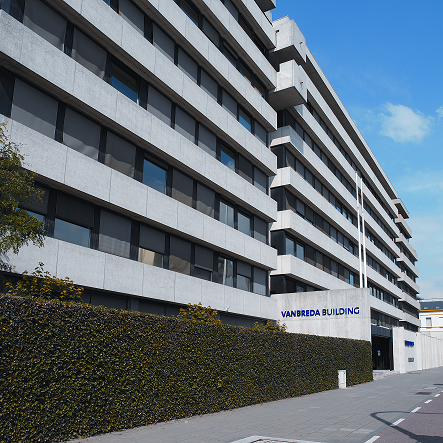
hoofdkantoor te Antwerpen (Vanbreda Building)

In de schoot van Verzekeringskantoor J. Van Breda & C° ontstond een aparte afdeling voor internationale contracten, die in 1974 ondergebracht werd in een afzonderlijke vennootschap met de naam "J. Van Breda & C° International".
Op 28 april 2003 wijzigde de benaming van de ondernemingen in enerzijds "Vanbreda International" en anderzijds "Vanbreda Risk & Benefits". Beide onafhankelijke verzekeringsmakelaars waren via de holding Unibreda in handen van de families Leysen en Van Antwerpen. De aandelen van de Bank J. Van Breda & C° werden in 2003 verkocht aan Ackermans & van Haaren.
In maart 2006 veranderde de rechtsvorm van Vanbreda Risk & Benefits en Vanbreda International: beide ondernemingen werden nv’s in plaats van commanditaire vennootschappen.

## Overname
Vanbreda International en haar voorgangers had al een halve eeuw ervaring in het aanbieden van internationale medische verzekeringen voor velerlei organisaties toen het in 2010 werd overgenomen door Cigna, een Amerikaans bedrijf gespecialiseerd in medische zorgverzekeringen, met meer dan 37 000 medewerkers. CIGNA had na de overname de verzekeringen voor ruim een miljoen expats, verspreid over 192 landen, in portefeuille.
Naast een vestiging in Brussel en Antwerpen heeft het bedrijf ook kantoren in Kuala Lumpur, Miami en Madrid. In 2015 besloot Cigna te fuseren met de Amerikaanse collega Anthem Inc.

## Groei
Eind 2011 breidde Vanbreda Risk & Benefits uit door een joint venture met kredietverzekeraar Credinco en de overname van Groep Ausloos. In 2014 volgden de overnames van Schweitzer, Sobimo Invest en L. Van Paeschen & Co. In 2016 werden de verzekeringskantoren van G&G Verzekeringen en Huysmans Verzekeringen overgenomen. Begin 2017 kiest het Nederlandse Kettlitz Wulfse voor Vanbreda. Met de overname van Missinne Verzekeringen, dat een vestiging heeft in het West-Vlaamse Kortemark, verstevigt Vanbreda Risk & Benefits zijn positie nog als grootste Belgische verzekeringsmakelaar. In juni 2018 nam Vanbreda Risk & Benefits Cornelis & Partners, een verzekeringsmakelaar in Merelbeke, over. In datzelfde jaar nam de verzekeringsmakelaar ook een participatie in Proteus, een gespecialiseerde marinemakelaar gevestigd in Antwerpen. In 2019 werd InFact-JMT, een specialist in pensioenfondsen uit Leuven, overgenomen en in 2020 gebeurde hetzelfde met Mediùs Verzekeringen dat gevestigd was naast de hoofdzetel van Vanbreda Risk & Benefits op de Plantin & Moretuslei. Bovendien werd in 2020 Proteus volledig overgenomen en werd de naam veranderd in Vanbreda Marine. Dat jaar werd ook InFact-JMT geïntegreerd en sindsdien opereert het onder de naam Vanbreda Infact. In 2021 deed Vanbreda Risk & Benefits opnieuw twee overnames: Meeuwesen Adviesgroep in Zeewolde, Nederland en Partner in Benefits in Beveren, België. In augustus 2022 werd aangekondigd dat Vanbreda Risk & Benefits Soenen Verzekeringen overneemt. Deze makelaar heeft kantoren in Poperinge, Ieper en Roeselare. Soenen Verzekeringen is gespecialiseerd in verzekeringen voor ondernemingen, voornamelijk in de kmo-markt.